# Малдун, Винсент
Винсент Малдун (англ. Vincent Muldoon, род. 12 октября 1990 года в Голуэе, Ирландия) — ирландский профессиональный игрок в снукер.

## Карьера
Малдун является одним из самых перспективных молодых снукеристов Ирландии. Он стал профессионалом в сезоне 2008/09, благодаря победе в национальном чемпионате в 2007 году. В том же году он вышел в финал чемпионата Европы среди игроков до 19 лет. В дебютном сезоне в мэйн-туре Малдун выступил плохо, из-за чего на следующий год перешёл в дивизион PIOS. В 2011 году Малдун дошёл до финала чемпионата Европы.